# Rio de Janeiro (encouraçado)
O Rio de Janeiro foi uma canhoneira blindada construída para a Armada Imperial Brasileira durante a Guerra do Paraguai em meados da década de 1860. Tal como as outras duas canhoneiras Tamandaré e Barroso) ela foi construída no Brasil e projectada como uma casamata de ferro. Encomendado em abril de 1866, o navio só entrou em combate em setembro, quando bombardeou fortificações paraguaias em Curuzu. O Rio de Janeiro atingiu duas minas no dia 2 de setembro e afundou rapidamente, levando consigo 53 dos seus tripulantes.

## Design e descrição
O encouraçado Rio de Janeiro, primeira embarcação brasileira a ostentar este nome em homenagem ao estado do Rio de Janeiro, foi projectado para atender à necessidade da Marinha do Brasil de possuir uma canhoneira blindada pequena, simples e de calado raso, capaz de suportar fogo pesado. Um design de encouraçado casamata foi escolhido para facilitar a construção e um rostro de bronze com 1,8 metros de comprimento foi instalado. O casco foi revestido com metal Muntz para reduzir a bioincrustação. Para viagens marítimas, a borda livre do navio podia ser aumentada para 1,7 metros pelo uso de baluartes removíveis com 1,1 metros de altura. Nas operações ribeirinhas, os baluartes e os mastros do navio eram geralmente removidos.
O navio media 56,69 metros de comprimento, com uma boca de 9,19 metros e teve um calado médio de 2,62 metros. O Rio de Janeiro deslocava normalmente 871 toneladas e 1001 toneladas em carga profunda. A sua tripulação era composta por 148 oficiais e homens.

### Propulsão
O Rio de Janeiro tinha uma única máquina a vapor John Penn & Sons de 2 cilindros que accionava uma única hélice de duas pás. O seu motor era movido por duas caldeiras tubulares. O motor produzia um total de 420 cavalos de potência indicados (310 quilowatts) que deu ao navio uma velocidade máxima de 9 nós (16 quilômetros por hora). O funil do navio foi montado diretamente na frente da sua casamata. O Rio de Janeiro era capaz de carregar carvão suficiente para seis dias.

### Armamento
O encouraçado tinha montado na sua casamata dois canhões de antecarga Whitworth de 70 libras e dois canhões que disparavam projecteis de 68 libras. Para minimizar a possibilidade de projécteis entrarem na casamata pelas portas dos canhões, elas eram as menores possíveis, permitindo apenas um arco de fogo de 24° para cada arma. A casamata rectangular de 9,8 metros tinha duas portas para canhões em cada lado, bem como na frente e atrás.
Um canhão de 70 libras pesava 3892 kg e disparava um projéctil de 140 mm que pesava 36,7 kg. A arma tinha um alcance máximo de 5540 metros. O projéctil sólido da arma de 68 libras era de 201 mm e pesava um valor nominal de 30,8 kg enquanto a própria arma pesava 4826 kg. A arma tinha um alcance de 2900 metros a uma elevação de 12 graus. Todas as armas podiam disparar munições sólidas e projécteis explosivos.

### Armadura
O casco do Rio de Janeiro foi feito de três camadas de madeira, cada uma com 203 milímetros de espessura. O navio tinha um cinturão de linha de água de ferro forjado, com uma altura de 1,52 metros; tinha uma espessura máxima de 102 mm cobrindo as máquinas e os depósitos, e 51 milímetros em outras zonas. O convés curvo, assim como o tecto da casamata, era blindado com 12,7 milímetros de ferro forjado. A casamata era protegida por 102 milímetros de armadura em todos os quatro lados, apoiados por 609 milímetros de madeira coberta com 102 milímetros de madeira de peroba-comum.

## Serviço

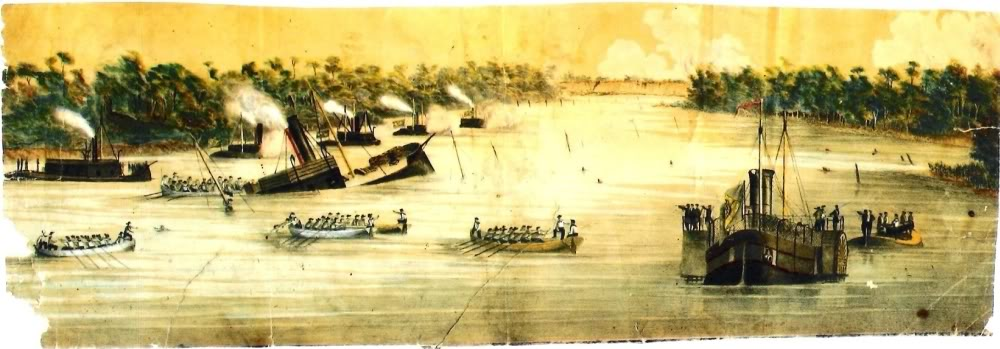
Encouraçado Rio de Janeiro afundado na frente do Curuzú (pintura de Adolfo Methfessel)

O batimento de quilha do Rio de Janeiro deu-se no Arsenal de Marinha da Corte, no Rio de Janeiro, em 28 de junho de 1865, durante a Guerra do Paraguai, que viu a Argentina e o Brasil aliarem-se contra o Paraguai. O navio foi lançado no dia 18 de fevereiro de 1866 e concluído em 1 de março de 1866. Encomendado em abril, ele chegou à zona de combate a 4 de maio. O navio chegou a Corrientes, com o encouraçado Lima Barros, em julho de 1866. No dia 1 de setembro, o Rio de Janeiro bombardeou as fortificações paraguaias em Curuzú em companhia de outros encouraçados brasileiros. Um projéctil de 68 libras entrou numa das suas portas de canhão durante o bombardeamento, matando quatro homens e ferindo outros cinco. No dia seguinte, depois de os seus danos terem sido reparados, o navio atingiu duas minas flutuantes no rio Paraguai enquanto tentava se encontrar com os outros encouraçados brasileiros que bombardeavam Curupaiti. O Rio de Janeiro afundou instantaneamente com a perda de 53 tripulantes. Ele permanece lá, sepultado debaixo de cerca de 15 metros de areia. Nas memórias do engenheiro norte-americano James Hamilton Tomb, que lutou na Guerra Civil Americana ao lado dos confederados e tinha ampla experiência com minas navais, e que prestava assessoria à marinha brasileira durante o conflito, o comandante do Rio de Janeiro, Brasílio Silvado, teria sido avisado por ele da presença das minas, mas o oficial brasileiro não teria dado importância ao conselho, pois estava determinado a chegar mais próximo do inimigo. Após o episódio, outros comandantes passaram a ouví-lo.